# Norwegia na Mistrzostwach Świata w Lekkoatletyce 2017
Norwegia na Mistrzostwach Świata w Lekkoatletyce 2017 – reprezentacja Norwegii podczas mistrzostw świata w Londynie liczyła 13 zawodników, którzy zdobyli 2 medale.

## Zdobyte medale
| Medal | Zawodnik           | Konkurencja                | Rezultat | Data        |
| ----- | ------------------ | -------------------------- | -------- | ----------- |
| złoto | Karsten Warholm    | bieg na 400 m przez płotki | 48,35    | 9 sierpnia  |
| brąz  | Filip Ingebrigtsen | bieg na 1500 metrów        | 3:34:53  | 13 sierpnia |

## Skład reprezentacji
Mężczyźni
| Zawodnik             | Konkurencja                   | Eliminacje | Eliminacje | Półfinał | Półfinał | Finał    | Finał   |
| Zawodnik             | Konkurencja                   | Rezultat   | Pozycja    | Rezultat | Pozycja  | Rezultat | Pozycja |
| -------------------- | ----------------------------- | ---------- | ---------- | -------- | -------- | -------- | ------- |
| Jonathan Quarcoo     | bieg na 200 metrów            | 20,60      | 25.        | NQ       | NQ       | NQ       | NQ      |
| Filip Ingebrigtsen   | bieg na 1500 metrów           | 3:38,46    | 3. Q       | 3:40,23  | 14. Q    | 3:34,53  | brąz    |
| Sondre Nordstad Moen | bieg na 5000 metrów           | 13:31,71   | 25.        | —        | —        | NQ       | NQ      |
| Karsten Warholm      | bieg na 400 m przez płotki    | 49,50      | 10. Q      | 48,43    | 2. Q     | 48,35    | złoto   |
| Jakob Ingebrigtsen   | bieg na 3000 m z przeszkodami | 8:34,88    | 27.        | —        | —        | NQ       | NQ      |
| Håvard Haukenes      | chód na 50 km                 | —          | —          | —        | —        | DSQ      | DSQ     |

| Zawodnik              | Konkurencja  | Kwalifikacje | Kwalifikacje | Finał | Finał   |
| Zawodnik              | Konkurencja  | Wynik        | Pozycja      | Wynik | Pozycja |
| --------------------- | ------------ | ------------ | ------------ | ----- | ------- |
| Sven Martin Skagestad | rzut dyskiem | 58,86        | 26.          | NQ    | NQ      |

Dziesięciobój
| Zawodnik   | Konkurencja | 100 m | LJ   | SP    | HJ   | 400 m | 110H  | DT    | PV   | JT    | 1500 m  | Wynik | Pozycja |
| ---------- | ----------- | ----- | ---- | ----- | ---- | ----- | ----- | ----- | ---- | ----- | ------- | ----- | ------- |
| Martin Roe | Rezultat    | 10,90 | 7,50 | 15,22 | 1,93 | 49,09 | 15,15 | 48,24 | 4,50 | 58,30 | 4:39,24 | 8040  | 12.     |
| Martin Roe | Punkty      | 883   | 935  | 803   | 740  | 857   | 831   | 834   | 760  | 712   | 685     | 8040  | 12.     |

Kobiety
| Zawodniczka               | Konkurencja                | Eliminacje | Eliminacje | Półfinał | Półfinał | Finał    | Finał   |
| Zawodniczka               | Konkurencja                | Rezultat   | Pozycja    | Rezultat | Pozycja  | Rezultat | Pozycja |
| ------------------------- | -------------------------- | ---------- | ---------- | -------- | -------- | -------- | ------- |
| Amalie Iuel               | bieg na 400 metrów         | 52,55      | 33.        | NQ       | NQ       | NQ       | NQ      |
| Hedda Hynne               | bieg na 800 metrów         | 2:02,85    | 33. Q      | 1:59,88  | 10.      | NQ       | NQ      |
| Karoline Bjerkeli Grøvdal | bieg na 1500 metrów        | 4:09,56    | 31.        | NQ       | NQ       | NQ       | NQ      |
| Karoline Bjerkeli Grøvdal | bieg na 5000 metrów        | 15:00,44   | 13. q      | —        | —        | DNF      | DNF     |
| Isabelle Pedersen         | bieg na 100 m przez płotki | 12,94      | 11. Q      | 12,87    | 9.       | NQ       | NQ      |
| Amalie Iuel               | bieg na 400 m przez płotki | 56,42      | 23.        | NQ       | NQ       | NQ       | NQ      |

| Zawodniczka  | Konkurencja    | Kwalifikacje | Kwalifikacje | Finał | Finał   |
| Zawodniczka  | Konkurencja    | Wynik        | Pozycja      | Wynik | Pozycja |
| ------------ | -------------- | ------------ | ------------ | ----- | ------- |
| Sigrid Borge | rzut oszczepem | 55,08        | 27.          | NQ    | NQ      |